# Lacs Young
Pour les articles homonymes, voir Young.
Les lacs Young (en anglais : Young Lakes) sont des lacs américains dans le comté de Tuolumne, en Californie. Ils sont situés à 3 046 mètres d'altitude au sein de la Yosemite Wilderness, dans le parc national de Yosemite.